# 大塚古墳 (須賀川市)
大塚古墳（おおつかこふん、前田川大塚古墳）は、福島県須賀川市前田川にある古墳。形状は円墳。須賀川市指定史跡に指定されている。

## 概要
福島県南部、阿武隈川河岸段丘の縁辺部に築造された大型円墳である。現在までに墳丘裾部は削平を受けている。
墳形は円形で、直径約30メートル・高さ5メートルを測る。墳丘に段築は認められず、周溝の存在も明らかでない。埋葬施設は横穴式石室で、南西方向に開口する。玄室・玄門・羨道から構成され、長さ約8メートル・高さ約2メートルを測り、須賀川市内では蝦夷穴古墳（須賀川市和田）に継ぐ規模になる。石室の石材は凝灰岩で、奥壁・床面・天井・側壁の一部には大きな板石を使用し、側壁の大部分は小さな割石を持ち送る。副葬品は明らかでなく、鉄器片・土師器片のみが検出されている。築造時期は古墳時代後期の6世紀後半頃と推定される。
古墳域は1979年（昭和54年）に須賀川市指定史跡に指定された。現在では石室内部への立ち入りは制限されている。

## 文化財

### 須賀川市指定文化財
- 史跡
  - 大塚古墳 - 1979年（昭和54年）7月20日指定[3]。